# 경상남도의 기념물 (제101호 ~ 제200호)
경상남도 기념물은 지방기념물 중에서 경상남도 내에 있는 문화재를 의미한다. 최고의 문화재로 지정되지 않은 것들 중 패총, 고분, 성지, 궁지 등의 사적지 중 역사적, 학술적 가치가 있는 것, 경승지로서 예술적 기교, 관람 가치가 있는 및 동물, 식물, 광물, 동굴 등에서 학술적인 가치가 있는 것"을 대상으로 경상남도지사가 조례에 따라 지정한다.

## 지정 목록

### 제101호 ~ 제200호
| 번호  | 사진 | 명칭                                                      | 소재지                                                    | 관리자 (단체)                | 지정일                                                                                       | 참조 |
| 101호 |      | 의령 호미산성 (宜寧 虎尾山城)                             | 경남 의령군 정곡면 죽전리 51-1, 51-2                      | 의령군                       | 1990년 12월 20일 지정, 2018년 12월 20일 명칭변경                                             |      |
| 102호 |      | 밀양 수산제 수문 (密陽 守山提 水門)                       | 경남 밀양시 하남면 수산리 963번지                         | 밀양시                       | 1990년 12월 20일 지정, 2018년 12월 20일 명칭변경                                             |      |
| 103호 |      | 양산 신기리 지석묘 (梁山 新基里 支石墓)                   | 경남 양산시 신기동 447-1                                  | 양산시                       | 1990년 12월 20일 지정                                                                        |      |
| 104호 |      | 거제 옥포진성지 (巨濟 玉浦鎭城址)                         | 경남 거제시 옥포성안로 48 일원                            | 거제시                       | 1990년 12월 20일 지정, 2018년 12월 20일 명칭변경                                             |      |
| 105호 |      | 창원 고현리 공룡발자국 화석 (昌原 古縣里 恐龍발자국 化石) | 경남 창원시 마산합포구 진동면 고현리 349                  | 창원시                       | 1990년 12월 20일 지정                                                                        |      |
| 106호 |      | 통영성지 (統營城址)                                       | 경남 통영시 문화동 1, 북신동 238                          | 통영시                       | 1991년 12월 23일 지정                                                                        |      |
| 107호 |      | 통영 봉평동 지석묘 (統營 鳳坪洞 支石墓)                   | 경남 통영시 봉평동 67-2                                   | 통영시                       | 1991년 12월 23일 지정, 2018년 12월 20일 명칭변경                                             |      |
| 108호 |      | 진주 동예리 느티나무 (晋州 東禮里 느티나무)               | 경남 진주시 금곡면 동례리 1234-16                         | 동례리부락                   | 1991년 12월 23일 지정, 2018년 12월 20일 명칭변경                                             |      |
| 109호 |      | 거제 오량성 (巨濟 烏良城)                                 | 경남 거제시 사등면 오량2길 일원                           | 거제시                       | 1991년 12월 23일 지정, 2018년 12월 20일 명칭변경                                             |      |
| 110호 |      | 거제 가배량진성 (巨濟 加背梁鎭城)                         | 경남 거제시 동부면 가배1길 산17-1번지 일원                | 거제시                       | 1991년 12월 23일 지정, 2018년 12월 20일 명칭변경                                             |      |
| 111호 |      | 거제 외간리 동백나무 (巨濟 外看里 동백나무)               | 경남 거제시 거제면 외간1길 444                            | 이연묵                       | 1991년 12월 23일 지정                                                                        |      |
| 112호 |      | 거제 한내리 모감주나무군 (巨濟 汗內里 妙敢株나무 群)      | 경남 거제시 연초면 연하해안로 186-2                       | 한내리부락                   | 1991년 12월 23일 지정                                                                        |      |
| 113호 |      | 거제 명진리 느티나무 (巨濟 明珍里 느티나무)               | 경남 거제시 거제면 동상명진길 220                         | 명진리부락                   | 1991년 12월 23일 지정                                                                        |      |
| 114호 |      | 지리산 대원사 일원 (智異山 大源寺 一圓)                   | 경남 산청군 삼장면 유평리 2번지                           | 대한불교조계종대원사         | 1991년 12월 23일 지정                                                                        |      |
| 115호 |      | 산청 평지리 은행나무 (山淸 坪地里 은행나무)               | 경남 산청군 신등면 평지리 1295-8                          | 평지리마을                   | 1991년 12월 23일 지정                                                                        |      |
| 116호 |      | 밀양 사명대사 생가지 (密陽 四溟大師 生家址)               | 경남 밀양시 무안면 고라리 399,400                         | 밀양시                       | 1992년 10월 21일 지정, 2018년 12월 20일 명칭변경                                             |      |
| 117호 |      | 통영 염언상 묘 (統營 廉彦祥 墓)                           | 경남 통영시 정량동 162-19, 정량동 162-54                  | 통영시                       | 1992년 10월 21일 지정, 2018년 12월 20일 명칭변경                                             |      |
| 118호 |      | 양산 원적산 봉수대 (梁山 圓寂山 烽燧臺)                   | 경남 양산시 상북면 석계리 산20-21번지                     | 보존회                       | 1992년 10월 21일 지정                                                                        |      |
| 119호 |      | 밀양 무안리 향나무 (密陽 武安里 향나무)                   | 경남 밀양시 무안면 무안리 903-2                           | 밀양시                       | 1992년 10월 21일 지정                                                                        |      |
| 120호 |      | 밀양 오방리 강동구 (密陽 五方里 江東邱)                   | 경남 밀양시 초동면 오방리 353-4                           | 창녕조씨종중                 | 1992년 10월 21일 지정                                                                        |      |
| 121호 |      | 창원 최윤덕 묘역 (昌原 崔潤德 墓域)                       | 경남 창원시 북면 대산리 산8                               | 통천최씨종중                 | 1992년 10월 21일 지정                                                                        |      |
| 122호 |      | 하동 금오산 봉수대 (河東 金鰲山 熢燧臺)                   | 경남 하동군 금남면 중평리 산100-3                         | 하동군                       | 1993년 1월 8일 지정                                                                          |      |
| 123호 |      | 하동 범왕리 푸조나무 (河東 凡旺里 푸조나무)               | 경남 하동군 화개면 범왕리 산114-3                         | 하동군                       | 1993년 1월 8일 지정                                                                          |      |
| 124호 |      | 거창 연수사 은행나무 (居昌 演水寺 銀杏나무)               | 경남 거창군 남상면 연수사길 115-103 (무촌리)              | 연수사                       | 1993년 1월 8일 지정                                                                          |      |
| 125호 |      | 창원 월영대 (昌原 月影臺)                                 | 경남 창원시 마산합포구 밤밭고개로442 (월영동)             | 월영대사적관리위원회         | 1993년 1월 8일 지정                                                                          |      |
| 126호 |      | 창원 가음정동 고분군 (昌原 加音丁洞 古墳群)               | 경남 창원시 가음정동 산15                                 | 창원시                       | 1993년 12월 27일 지정                                                                        |      |
| 127호 |      | 창원 봉림사지 (昌原 鳳林寺址)                             | 경남 창원시 의창구 봉림동 165,168,175,176,177             | 창원시                       | 1993년 12월 27일 지정                                                                        |      |
| 128호 |      | 창원 진례산성 (昌原 進禮山城)                             | 경남 창원시 토월동 산44-1,44-2,43                         | 창원시                       | 1993년 12월 27일 지정                                                                        |      |
| 129호 |      | 거제 옥녀봉 봉수대 (巨濟 玉女峰 烽燧臺)                   | 경남 거제시 장승포동 산90                                 | 거제시                       | 1993년 12월 27일 지정                                                                        |      |
| 130호 |      | 기장남산봉수대 (機張南山烽燧臺)                           | 경남 양산시 기장읍 죽성리 산52                            | 기장군                       | 1993년 12월 27일 지정, 1995년 3월 1일 해제, 부산 문화재자료 제2호로 재지정                   |      |
| 131호 |      | 기장읍성 (機張邑城)                                       | 경남 양산시 기장읍 서부리 83-4외                          | 기장군                       | 1993년 12월 27일 지정, 1995년 3월 1일 해제, 부산 기념물 제40호로 재지정                      |      |
| 132호 |      | 사천 성황당산성 (泗川 城隍堂山城)                         | 경남 사천시 정동면 예수리 45-1외                          | 사천시                       | 1993년 12월 7일 지정                                                                         |      |
| 133호 |      | 합천 대야성 (陜川 大耶城)                                 | 경남 합천군 합천읍 합천리 산2                             | 합천군                       | 1993년 12월 7일 지정                                                                         |      |
| 134호 |      | 합천 오도리 이팝나무 (陜川 五道里 이팝나무)               | 경남 합천군 가회면 오도2길 7 (오도리)                     | 오곡마을                     | 1993년 12월 7일 지정                                                                         |      |
| 135호 |      | 울산중산리고분군 (蔚山中山里古墳群)                       | 경남 울산시 울주구 농소읍 중산리 616외                    | 울산군                       | 1993년 12월 7일 지정, 1997년 10월 9일 해제, 울산 기념물 제9호로 재지정                       |      |
| 136호 |      | 김해양동고분군 (金海良洞古墳群)                           | 경남 김해시 주촌면 양동리 413외                           | 김해시                       | 1993년 12월 7일 지정, 2004년 7월 24일 해제, 사적 제454호로 승격                              |      |
| 137호 |      | 울산방기리알바위 (蔚山芳基里알바위)                       | 경남 울산시 울주구 삼남면 방기리 444-5                    | 울산군                       | 1994년 7월 4일 지정, 1997년 10월 9일 해제, 울산 기념물 제10호로 재지정                       |      |
| 138호 |      | 고성 좌이산 봉수대 (固城 佐耳山 烽燧臺)                   | 경남 고성군 하일면 송천리 산52-1, 오방리 산138, 산139     | 고성군                       | 1994년 7월 4일 지정                                                                          |      |
| 139호 |      | 고성 소을비포진성 (固城 所乙非浦鎭城)                     | 경남 고성군 하일면 동화리 398-4외 9필지                   | 고성군                       | 1994년 7월 4일 지정, 2018년 12월 20일 명칭변경                                               |      |
| 140호 |      | 옥천사 (玉泉)                                             | 경남 고성군 개천면 연화산1로 471-9 일원 (북평리 408외 24) | 옥천사                       | 1994년 7월 4일 지정                                                                          |      |
| 141호 |      | 사천 연천숲 (泗川 鳶川숲)                                 | 경남 사천시 사남로 396 (사남면)                           | 연천실행협동조합             | 1994년 7월 4일 지정                                                                          |      |
| 142호 |      | 하동 고성산성 (河東 高城山城)                             | 경남 하동군 옥종면 북방리 산13-1외                        | 하동군                       | 1994년 7월 4일 지정, 2018년 12월 20일 명칭변경                                               |      |
| 143호 |      | 창원 안골포굴강 (昌原 安骨浦掘江)                         | 경남 창원시 진해구 안골동 517-9번지, 517-10               | 창원시                       | 1994년 7월 4일 지정                                                                          |      |
| 144호 |      | 사천읍성 (泗川邑城)                                       | 경남 사천시 수양공원길 51 (사천읍)                        | 사천시                       | 1994년 9월 26일 지정                                                                         |      |
| 145호 |      | 창원 최윤덕 유허지 (昌原 崔潤德 遺墟址)                   | 경남 창원시 의창구 북면 내곡리 1096,1097,1099             | 창원시                       | 1995년 5월 2일 지정                                                                          |      |
| 146호 |      | 울산다운동고분군 (蔚山茶雲洞古墳群)                       | 경남 울산시 중구 다운동 산47외                            | 서장두외 11명                | 1995년 5월 2일 지정, 1997년 10월 9일 해제, 울산 기념물 제11호로 재지정                       |      |
| 147호 |      | 거제 가라산 봉수대 (巨濟 加羅山 烽燧臺)                   | 경남 거제시 남부면 다대리 산1                             | 거제시                       | 1995년 5월 2일 지정, 2018년 12월 20일 명칭변경                                               |      |
| 148호 |      | 남명 조식 생가지 (南冥 曺植 生家址)                       | 경남 합천군 삼가면 외토리 488                             | 합천군                       | 1995년 5월 2일 지정, 2018년 12월 20일 명칭변경                                               |      |
| 149호 |      | 창녕 사리 배롱나무군 (昌寧 舍里 배롱나무群)               | 경남 창녕군 계성면 사리 산11번지                          | 영산신씨문중                 | 1995년 5월 2일 지정, 2018년 12월 20일 명칭변경                                               |      |
| 150호 |      | 김해 마현산성 (金海 馬峴山城)                             | 경남 김해시 생림면 봉림리 산102                           | 김해시                       | 1996년 3월 11일 지정, 2018년 12월 20일 명칭변경                                              |      |
| 151호 |      | 김해 무계리 지석묘 (金海 茂溪里 支石墓)                   | 경남 김해시 장유면 장유로316번길 18-34 (무계리)           | 김해시                       | 1996년 3월 11일 지정, 2018년 12월 20일 명칭변경                                              |      |
| 152호 |      | 만어산어산불영 (萬魚山魚山佛影)                           | 경남 밀양시 삼랑진읍 용구리 4                             | 만어사                       | 1996년 3월 11일 지정                                                                         |      |
| 153호 |      | 창녕 노변소 묘 (昌寧 盧抃素 墓)                           | 경남 창녕군 고암면 우천리 681-1                           | 노인술                       | 1996년 3월 11일 지정, 2018년 12월 20일 명칭변경                                              |      |
| 154호 |      | 남해장성 (南海長城)                                       | 경남 남해군 이동면 신전리 115외 12필지                    | 남해군                       | 1996년 3월 11일 지정                                                                         |      |
| 155호 |      | 남해 전 백이정 묘 (南海 傳 白頤正 墓)                     | 경남 남해군 남면 평산리 54외1필지                         | 수원백씨문중                 | 1996년 3월 11일 지정, 2018년 12월 20일 명칭변경                                              |      |
| 156호 |      | 전수운최제우유허지 (傳水雲崔濟愚遺虛址)                   | 경남 울산시 중구 유곡동 636외                             | 울산시장                     | 1997년 1월 30일 지정, 1997년 10월 9일 해제, 울산 기념물 제12호로 재지정                      |      |
| 157호 |      | 창원 봉화산 봉수대 (昌原 烽火山 烽燧臺)                   | 경남 창원시 마산회원구 회원1동 산18                       | 창원시                       | 1997년 1월 30일 지정                                                                         |      |
| 158호 |      | 진주 광제산 봉수대 (晋州 廣濟山 烽燧臺)                   | 경남 진주시 명석면 덕곡리 산1                             | 진주시                       | 1997년 1월 30일 지정, 2018년 12월 20일 명칭변경                                              |      |
| 159호 |      | 진주 정신중 묘역 (晋州 鄭臣重 墓域)                       | 경남 진주시 모덕로147번길 9-5 (상대동)                    | 진주정씨충장공파문중         | 1997년 1월 30일 지정                                                                         |      |
| 160호 |      | 창원 웅천도요지 (昌原 熊川陶窯址)                         | 경남 창원시 진해구 두동 147번지                           | 창원시                       | 1997년 1월 30일 지정                                                                         |      |
| 161호 |      | 거제 아주동 고분군 (巨濟 鵝州洞 古墳群)                   | 경남 거제시 아주동 용소1길 85 일원                        | 거제시                       | 1997년 1월 30일 지정                                                                         |      |
| 162호 |      | 거제고군현치소지 (巨濟古都懸治所址)                       | 경남 거제시 둔덕면 거림리 285번지 외                      | 거제시                       | 1997년 1월 30일 지정                                                                         |      |
| 163호 |      | 산청 특리 지석묘군 (山淸 特里 支石墓群)                   | 경남 산청군 금서면 특리 394번지외 15필지                  | 산청군                       | 1997년 1월 30일 지정                                                                         |      |
| 164호 |      | 산청 왕산사지 (山淸 王山寺址)                             | 경남 산청군 금서면 화계리 산16-1번지                      | 산청군                       | 1997년 1월 30일 지정                                                                         |      |
| 165호 |      | 세종왕자한남군묘역 (世宗王子漢南君墓域)                   | 경남 함양군 함양읍 교리 산755-11                          | 전주이씨한남군파             | 1997년 1월 30일 지정                                                                         |      |
| 166호 |      | 밀양 적용지 (密陽 赤龍池)                                 | 경남 밀양시 무안면 연상1길 31 (연상리)                    | 밀양박씨어변당공파종중       | 1997년 12월 31일 지정                                                                        |      |
| 167호 |      | 밀양읍성 (密陽邑城)                                       | 경남 밀양시 내일동 36-1외 3필                             | 밀양시                       | 1997년 12월 31일 지정                                                                        |      |
| 168호 |      | 창녕 영산고분군 (昌寧 靈山古墳群)                         | 경남 창녕군 영산면 동리 374번지 외                        | 창녕군                       | 1997년 12월 31일 지정, 2018년 12월 20일 명칭변경                                             |      |
| 169호 |      | 창원 가을포 봉수대 (昌原 가을포 烽燧臺)                   | 경남 창원시 마산합포구 진동면 산60번지                    | 창원시                       | 1997년 12월 31일 지정                                                                        |      |
| 170호 |      | 창원 호계리 공룡발자국 화석 (昌原 互溪里 恐龍발자국 化石) | 경남 창원시 마산회원구 내서읍 호계리 산50-1번지 산50-5    | 창원시                       | 1997년 12월 31일 지정                                                                        |      |
| 171호 |      | 함양 백천리 고분군 (咸陽 白川里 古墳群)                   | 경남 함양군 함양읍 백천리 산11번지                        | 함양군                       | 1997년 12월 31일 지정                                                                        |      |
| 172호 |      | 함양 팔령산성 (咸陽 八嶺山城)                             | 경남 함양군 함양읍 죽림리 산308-1                         | 함양군                       | 1997년 12월 31일 지정                                                                        |      |
| 173호 |      | 함양 마안산성 (咸陽 馬鞍山城)                             | 경남 함양군 지곡면 함평리 산3,산24-1,산24-2               | 함양군                       | 1997년 12월 31일 지정                                                                        |      |
| 174호 |      | 함양 방지산성 (咸陽 芳池山城)                             | 경남 함양군 서상면 금당리 산47, 산51                      | 함양군                       | 1997년 12월 31일 지정                                                                        |      |
| 175호 |      | 사천 안점산 봉수대 (泗川 鞍岾山 烽燧臺)                   | 경남 사천시 용현면 신복리 산4                             | 사천시                       | 1997년 12월 31일 지정                                                                        |      |
| 176호 |      | 사천 우산 봉수대 (泗川 牛山 烽燧臺)                       | 경남 사천시 곤양면 남문리 산1                             | 사천시                       | 1997년 12월 31일 지정                                                                        |      |
| 177호 |      | 사천 금성리 토성지 (泗川 金成里 土城址)                   | 경남 사천시 곤명면 금성리 산40, 486-1                     | 사천시                       | 1997년 12월 31일 지정                                                                        |      |
| 178호 |      | 사천 용산리사지 (泗川 龍山里寺址)                         | 경남 사천시 곤명면 용산리 334,336-1                       | 사천시                       | 1997년 12월 31일 지정                                                                        |      |
| 179호 |      | 사천 와룡동사지 (泗川 臥龍洞寺址)                         | 경남 사천시 와룡동 279                                    | 사천시                       | 1997년 12월 31일 지정                                                                        |      |
| 180호 |      | 함안 성점산성 (咸安 城岾山城)                             | 경남 함안군 함안면 북촌리 산75외 3필                      | 함안군                       | 1997년 12월 31일 지정                                                                        |      |
| 181호 |      | 함안 포덕산성 (咸安 飽德山城)                             | 경남 함안군 산인면 신산리 산44-1                          | 함안군                       | 1997년 12월 31일 지정                                                                        |      |
| 182호 |      | 함안 문암산성 (咸安 門巖山城)                             | 경남 함안군 산인면 모곡리 산111, 송정리 산25              | 함안군                       | 1997년 12월 31일 지정                                                                        |      |
| 183호 |      | 함안 군북지석묘군 (咸安 郡北支石墓群)                     | 경남 함안군 군북면 동촌리 656-4외 24필                    | 함안군                       | 1997년 12월 31일 지정, 2018년 12월 20일 명칭변경                                             |      |
| 184호 |      | 창원 제포성지 (昌原 薺浦城址)                             | 경남 창원시 진해구 제덕동 830번지, 831                    | 창원시                       | 1997년 12월 31일 지정                                                                        |      |
| 185호 |      | 창원 웅천빙고지 (昌原 鎭海 熊川氷庫址)                    | 경남 창원시 진해구 북부동 산74번지                        | 창원시                       | 1997년 12월 31일 지정                                                                        |      |
| 186호 |      | 창원 사화랑산 봉수대 (昌原 沙火郞山 烽燧臺)               | 경남 창원시 진해구 명동 산75번지 외                       | 창원시                       | 1997년 12월 31일 지정                                                                        |      |
| 187호 |      | 창원 완포현 고산성 (昌原 莞浦懸 古山城)                   | 경남 창원시 진해구 현동 산2번지                           | 해군진해기지사령부육상경비대 | 1997년 12월 31일 지정                                                                        |      |
| 188호 |      | 창원 청룡대 각석 (昌原 靑龍臺 刻石)                       | 경남 창원시 진해구 가주로 35 (가주동)                     | 창원시                       | 1997년 12월 31일 지정                                                                        |      |
| 189호 |      | 의령 중동리 고분군 (宜寧 中洞里 古墳群)                   | 경남 의령군 의령면 중동리 산6                             | 의령군                       | 1997년 12월 31일 지정                                                                        |      |
| 190호 |      | 의령 보리사지 (宜寧 普堤寺址)                             | 경남 의령군 가례면 갑을리 산156-1외 4필                   | 의령군                       | 1997년 12월 31일 지정                                                                        |      |
| 191호 |      | 의령 수성리 지석묘군 (宜寧 修誠里 支石墓群)               | 경남 의령군 가례면 수성리 274-5외 2필                     | 의령군                       | 1997년 12월 31일 지정                                                                        |      |
| 192호 |      | 의령 신포리 입석군 (宜寧 新浦里 立石群)                   | 경남 의령군 칠곡면 신포리 348-1 외 5필지                  | 의령군                       | 1997년 12월 31일 지정                                                                        |      |
| 193호 |      | 의령 상정리 지석묘군 (宜寧 上井里 支石墓群)               | 경남 의령군 화정면 상정리 711 외 5필지                    | 의령군                       | 1997년 12월 31일 지정                                                                        |      |
| 194호 |      | 산청지곡사지 (山淸智谷寺址)                               | 경남 산청군 산청읍 내리772-4외 일원                       | 산청군                       | 1997년 12월 31일 지정, 1999년 12월 27일 해제, 과잉 지정으로 해제 후 동 기념물 225호로 재지정 |      |
| 195호 |      | 양산 화제리 도요지 (梁山 花濟里 陶窈址)                   | 경남 양산시 원동면 화제리 1295번지                        | 양산시                       | 1997년 12월 31일 지정                                                                        |      |
| 196호 |      | 양산 가산리 도요지 (梁山 架山里 陶窯址)                   | 경남 양산시 동면 가산리 산64-1번지                        | 양산시                       | 1997년 12월 31일 지정                                                                        |      |
| 197호 |      | 거창 원천 느티나무 (居昌 原泉 느티나무)                   | 경남 거창군 가조면 장기리 772-1                           | 원천마을                     | 1997년 12월 31일 지정                                                                        |      |
| 198호 |      | 거창 무촌리 은행나무 (居昌 茂村里 은행나무)               | 경남 거창군 남상면 무촌리 1344-38                         | 무촌마을                     | 1997년 12월 31일 지정                                                                        |      |
| 199호 |      | 남해 당항리 느티나무 (南海 唐項里 느티나무)               | 경남 남해군 남면 당항리 1503-4외 3필                      | 남해군                       | 1997년 12월 31일 지정                                                                        |      |
| 200호 |      | 남해 죽전 비자나무 (南海 竹田 비자나무)                   | 경남 남해군 남면 당항리 1997외 4필                        | 최금철                       | 1997년 12월 31일 지정                                                                        |      |